# Élections législatives de 1951 dans l'Oise
Les élections législatives françaises de 1951 se tiennent le 17 juin. Ce sont les deuxièmes élections législatives de la Quatrième République.

## Mode de scrutin
Représentation proportionnelle plurinominale suivant la méthode du plus fort reste dans 103 circonscriptions, conformément à la loi des apparentements : les listes qui se sont « apparentées » avant l'élection remportent tous les sièges de la circonscription si leurs voix ajoutées obtiennent la majorité absolue des suffrages exprimés. Il y a 629 sièges à pourvoir.
Le vote préférentiel est admis. 
Dans le département de l'Oise, cinq députés sont à élire.

## Candidats

### Liste du Rassemblement du peuple français
| N° | Candidats | Candidats          | Parti | Principales fonctions                                                                  |
| -- | --------- | ------------------ | ----- | -------------------------------------------------------------------------------------- |
| 01 |           | Jean Legendre      | RPF   | Député sortant PRL, journaliste, ancien résistant, maire de Compiègne                  |
| 02 |           | Louis Prache       | RPF   | Ingénieur en électricité, adjoint au maire de Beauvais                                 |
| 03 |           | Pierre Patria      | RPF   | Agriculteur, maire de Fontaine-Chaalis                                                 |
| 04 |           | René Quentier      | RPF   | Notaire à Chambly, ancien résistant, conseiller général du canton de Neuilly-en-Thelle |
| 05 |           | Raymond Carbonnier | RPF   | Secrétaire                                                                             |

### Liste d'Union républicaine, résistante et antifasciste présentée par le PCF
| N° | Candidats | Candidats          | Parti | Principales fonctions |
| -- | --------- | ------------------ | ----- | --- |
| 01 |           | André Mercier      | PCF   | Député sortant, employé de l'industrie hôtelière, membre fondateur du Conseil national de la résistance, conseiller municipal de Creil |
| 02 |           | Amand Brault       | PCF   | Député sortant, tourneur sur bois, ancien déporté, conseiller municipal de Beauvais                                                    |
| 03 |           | Paul Lamarche      | PCF   | Menuisier, secrétaire départemental de la CGT                                                                                          |
| 04 |           | Simonne Roussillat | PCF   | Institutrice, Méru |
| 05 |           | Georges Brouard    | PCF   | Ouvrier agricole, ancien résistant, secrétaire de la fédération agricole CGT                                                           |

### Liste de la SFIO
| N° | Candidats | Candidats            | Parti | Principales fonctions                                                                            |
| -- | --------- | -------------------- | ----- | ------------------------------------------------------------------------------------------------ |
| 01 |           | Étienne Weill-Raynal | SFIO  | Député sortant, conseiller général du canton de Grandvilliers, professeur agrégé de l'Université |
| 02 |           | Marcel Mérigonde     | SFIO  | Instituteur, ancien résistant déporté, conseiller général du canton d'Attichy                    |
| 03 |           | Marc Toutain         | SFIO  | Docteur vétérinaire, Lachapelle-sous-Gerberoy                                                    |
| 04 |           | Gabriel Havez        | SFIO  | Dessinateur, maire de Creil, ancien résistant                                                    |
| 05 |           | Alfred Turpin        | SFIO  | Ouvrier ajusteur                                                                                 |

### Liste du Parti radical-socialiste
| N° | Candidats | Candidats           | Parti   | Principales fonctions                                                            |
| -- | --------- | ------------------- | ------- | -------------------------------------------------------------------------------- |
| 01 |           | Armand Dupuis       | Radical | Industriel (négociant en grains, meunier), ancien député, maire de Sacy-le-Petit |
| 02 |           | Henri Adnot         | Radical | Agent d'assurances, conseiller municipal de Compiègne                            |
| 03 |           | René Lefrançois     | Radical | Notaire                                                                          |
| 04 |           | Georges Halphen     | Radical | Cultivateur, La Chapelle-en-Serval                                               |
| 05 |           | Georges Desmarquest | Radical | Cheminot                                                                         |

### Liste du Mouvement républicain populaire
| N° | Candidats | Candidats             | Parti | Principales fonctions                                                                               |
| -- | --------- | --------------------- | ----- | --------------------------------------------------------------------------------------------------- |
| 01 |           | Eugène Delahoutre     | MRP   | Député sortant, conseiller général du canton de Clermont, conseiller municipal de Clermont, notaire |
| 02 |           | Yves Delignon         | MRP   | Docteur en médecine                                                                                 |
| 03 |           | Marie-Thérèse de Coux | MRP   | Cultivatrice                                                                                        |
| 04 |           | Marius Émery          | MRP   | Épicier                                                                                             |
| 05 |           | Marie Guénard         | MRP   | Employée                                                                                            |

### Liste du Centre national des indépendants et paysans
| N° | Candidats | Candidats                    | Parti | Principales fonctions                                                                    |
| -- | --------- | ---------------------------- | ----- | ---------------------------------------------------------------------------------------- |
| 01 |           | Henri d'Astier de La Vigerie | CNIP  | Industriel, ancien résistant, Compagnon de la Libération                                 |
| 02 |           | Maurice Cottin               | CNIP  | Fermier, conseiller général du canton de Crèvecœur-le-Grand, maire de Crèvecœur-le-Grand |
| 03 |           | Paul Vasselle                | CNIP  | Agriculteur, conseiller général du Canton de Froissy, maire d'Oursel-Maison              |
| 04 |           | Pierre Dusanter              | CNIP  | Exploitant agricole                                                                      |
| 05 |           | Lucienne Blin                | CNIP  | Directrice commerciale                                                                   |

### Liste du Rassemblement des gauches républicaines et de l'Union démocratique et socialiste de la résistance
| N° | Candidats | Candidats       | Parti    | Principales fonctions                           |
| -- | --------- | --------------- | -------- | ----------------------------------------------- |
| 01 |           | Serge Miller    | UDSR     | Publiciste, ancien résistant déporté            |
| 02 |           | Jean Darras     | Rad.ind. | Agent commercial                                |
| 03 |           | Jean Dufour     | Radical  | Contrôleur à la Caisse d'allocations familiales |
| 04 |           | René Le Quillec | DVG      | Ancien commerçant, Chantilly                    |
| 05 |           | Robert Coulle   | Soc.ind. | Photographe, ancien résistant, Creil            |

## Élus
| Député sortant       | Parti | Parti    | Député élu ou réélu | Parti | Parti |
| -------------------- | ----- | -------- | ------------------- | ----- | ----- |
| André Mercier        |       | PCF      | André Mercier       |       | PCF   |
| Amand Brault         |       | PCF      | Amand Brault        |       | PCF   |
| Étienne Weill-Raynal |       | SFIO     | Louis Prache        |       | RPF   |
| Eugène Delahoutre    |       | MRP      | Pierre Patria       |       | RPF   |
| Jean Legendre        |       | CNIP-RPF | Jean Legendre       |       | RPF   |

## Résultats

### Résultats à l'échelle du département
- Les listes du MRP et RGR-UDSR se sont apparentées.
- Leurs voix cumulées de chaque apparentement représentant moins de 50% des exprimés, les sièges sont répartis à la proportionnelle entre tous les partis.
- Le score de l'apparentement est considéré comme celui d'une liste pour la répartition générale, ensuite la répartition interne des sièges entre apparentées se fait également à la proportionnelle.

| Parti    | Parti      | Tête de liste                | Résultats | Résultats | Sièges |  |
| Parti    | Parti      | Tête de liste                | Voix      | %         |        |  |
| -------- | ---------- | ---------------------------- | --------- | --------- | ------ |  |
|          | RPF        | Jean Legendre                | 65 670    | 34,41     | 3      |  |
|          | PCF        | André Mercier                | 58 851    | 30,84     | 2      |  |
|          | SFIO       | Étienne Weill-Raynal         | 21 001    | 11,00     | 0      |  |
|          | Rad soc    | Armand Dupuis                | 17 747    | 9,30      | 0      |  |
|          | MRP *      | Eugène Delahoutre            | 11 498    | 6,03      | 0      |  |
|          | CNIP       | Henri d'Astier de La Vigerie | 7 266     | 3,81      | 0      |  |
|          | RGR-UDSR * | Serge Miller                 | 3 781     | 1,98      | 0      |  |
|          |            |                              |           |           |        |  |
| Inscrits | Inscrits   | Inscrits                     | 231 501   | 100,00    | 5      |  |
| Votants  | Votants    | Votants                      | 197 052   | 85,12     |        |  |
| Exprimés | Exprimés   | Exprimés                     | 190 842   | 96,85     |        |  |